# El Cristo del Picacho (Honduras)
Monumento Nacional de Nuestro Señor Jesucristo Resucitado o conocido popularmente como El Cristo de "El Picacho" es un monumento ubicado en el cerro El Picacho en el extremo norte de Tegucigalpa, M.D.C. capital de Honduras a una altitud de 1,327 metros sobre el nivel del mar.

## Historia
En el año 1997, durante los preparativos de la celebración del Jubileo del año 2000,  Monseñor Oscar Andrés Rodríguez dedicó la conmemoración al Señor Jesucristo, es en ese momento, en el que planteó su deseo de construir un monumento de manera solemne. Para lograr su objetivo se organiza una comisión dirigida por la Licenciada Armida de López Contreras y complementada por integrantes claves de la sociedad hondureña, quienes después de largas deliberaciones y consultas y con la venia del Monseñor Rodríguez, acuerdan la construcción de una imagen de Cristo en gran dimensión.
En un principio y luego de un apurado análisis ya que la obra tenía que iniciarse con premura, se escogieron dos lugares, el primero en el punto más elevado del Cerro de El Picacho, el más destacado y representativo accidente natural de la Capital de Honduras, desde donde se puede observar la ciudad en todo su esplendor, sin embargo se encontró un inconveniente ya que el espacio estaba totalmente ocupado por importantes instalaciones de la distribución de agua potable de la ciudad.
Se pensó también en la posibilidad de ubicarlo incrustado en otro importante  cerro que cierra como una pantalla el Sur de la Capital, "El Berrinche", que sin embargo fue descartado ya que su proyección quedaría limitada al sector del casco histórico y cercano a una zona de riesgo que posteriormente cedió al paso del huracán Mitch, de fausto recordatorio.
Por lo tanto se decidió retomar aunque a una altura menor, unos 30 metros más abajo, y a 300 metros de distancia del punto más elevado del Picacho, un lugar especial de la franja que ocupa el Parque de las Naciones Unidas y que bordea los desfiladeros del mismo cerro. Precisamente se escogió el punto que ocupaba un viejo   reloj de sol (construido en los años cuarenta, que rememoraba un antiguo símbolo maya) que en ese entonces servía como mirador, contando con el visto bueno de Monseñor Oscar Andrés Rodríguez. 

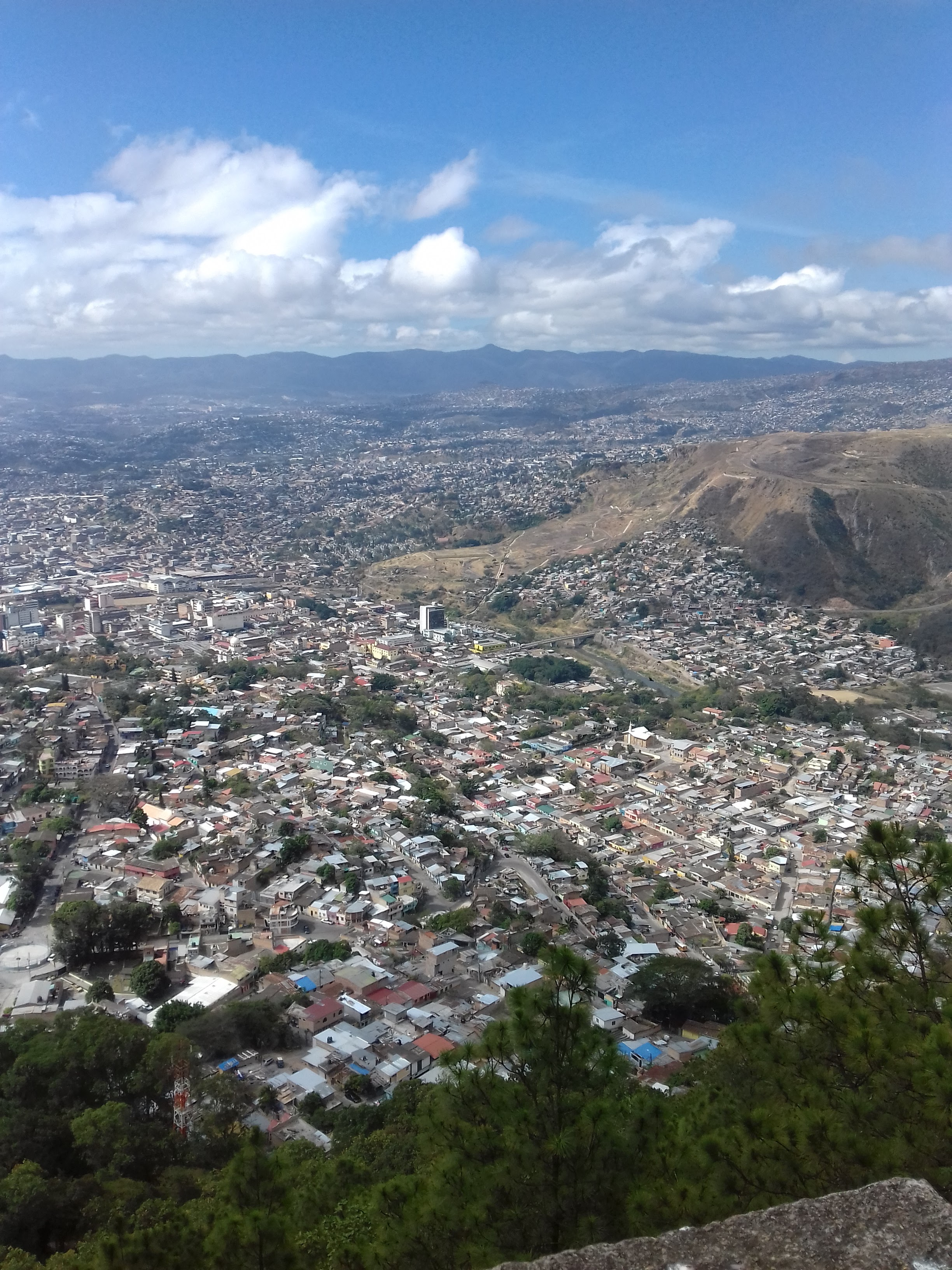
Vista de Tegucigalpa desde área del Monumento

Para la obra fue necesario invertir una fuerte suma de dinero. El pueblo hondureño, muchas entidades gubernamentales y privadas contribuyeron en forma entusiasta y en muy poco tiempo se logra recaudar la cantidad aproximada de 5 millones de lempiras. Se contrató al Artista Mario Zamora residente en México, y se le solicitaron tres bocetos, los cuales presenta al entonces Monseñor Rodríguez y se escogió la imagen de Jesús Resucitado.

## Descripción
El Cristo es una escultura de 2,500 toneladas y de 30 metros de altura total (una imagen de 20 metros de altura sobre un pedestal de 10 metros). Su inauguración fue el 16 de enero de 1998. El imponente Cristo se levanta en el lado oeste de cerro Picacho, y puede ser visto de lejos por lo menos por el sesenta por ciento de la población del Distrito Central, especialmente por la noche.
La figura religiosa de concreto armado fue diseñada artísticamente por el prestigiado escultor hondureño Mario Zamora Alcántara que reside en México desde hace varios años. El Diseño y Construcción de la Obra en su parte de Ingeniería Estructural se llevó a cabo por la Compañía Constructora CONSULCRETO, liderada por el ingeniero José Francisco Paredes, y el diseño arquitectónico del parque fue diseñado por el arquitecto Luciano Durón. El artista preparó un gigantesco molde de fibra de vidrio en la capital mexicana, que luego se fundió en El Picacho sobre una base también de hormigón de diez metros de alto. La construcción mantuvo ocupado durante siete meses a un equipo de 40 personas.

## Etapas de Construcción
1 Fase (Etapas I y parcial II) Año 1997 
- Monumento, terrazas y jardines hacia el Sur

2 Fase (Etapa III) Año 1998-2005
- Muros y torreones al Norte
- Terrazas y jardines #3 y #4
- Muros y Bardas de cierre al Oeste
- Sendero Exterior – Terraza #2

3 Fase (Etapas I y II) Año 2007
- Plaza Ceremonial de Acceso (al Oeste)
- Módulo Sanitario – Planta Tratamiento
- Completación Sector Central  (Plaza Secundaria –– Bancas – Gradas)   (I)

Torreón #2 y gradas (Gruta del Cristo)            
4 Fase (Etapa IV) Año 2008-2009
- Ampliación Plaza Ceremonial
- Rampa para minusválidos
- Locales Comerciales (5)
- Terrazas, senderos, jardineras
- Iluminación

5 fase (Etapa V) Año 2010
Mejoramiento del sendero norte                   
Anfiteatro en la parte norte                       